# Sisŏphŏn
Sisŏphŏn är en provinshuvudstad i Kambodja.   Den ligger i provinsen Banteay Meanchey, i den västra delen av landet, 300 km nordväst om huvudstaden Phnom Penh. Sisŏphŏn ligger 19 meter över havet och antalet invånare är 23 218.
Terrängen runt Sisŏphŏn är mycket platt. Runt Sisŏphŏn är det tätbefolkat, med 493 invånare per kvadratkilometer. Det finns inga andra samhällen i närheten. Omgivningarna runt Sisŏphŏn är en mosaik av jordbruksmark och naturlig växtlighet.